# Shahin Bushehr FC
El Shahin Bushehr FC  (en persa: باشگاه فوتبال شاهین شهرداری بوشهر‎, Bashgah-e Futbal-e Shahin Shiherdari-ye Bushiher) es un equipo de fútbol de Irán que juega en la Liga Azadegan, la segunda división nacional.

## Historia
Fue fundado en 1958 en la ciudad de Bushehr con el nombre Khalije Bushehr como sucesor del Shahin FC, equipo que formó varios jugadores que terminaron jugando para la selección nacional como Parviz Dehdari, Masoud Boroumand, Homayoun Behzadi, Jafar Kashani, Hossein Kalani y Hamid Shirzadegan.
Pasó vagando entre varias categorías regionales, incluyendo una temporada en la Iran Pro League en 1994/95 y otros varios años en la segunda división nacional. En 2007 pasa a llamarse Shahin Pars Jonoubi Bushehr y logra el ascenso a la Iran Pro League dos años después con un nuevo dueño, la Pars Special Economic Energy Zone. En su regreso a la primera división lograron un hecho histórico: no recibieron tarjetas rojas durante toda la temporada 2009/10.
En la temporada 2011/12 llegan a la final de la Copa Hazfi pero es derrotado por el Esteghlal FC, además de descender a la Liga Azadegan, y al año siguiente desciende a la Liga 2, y en 2014 baja a la Liga 3.
En 2015 el club es adquirido por el gobierno municipal y pasa a llamarse Shahin Shahrdari Bushehr, además de que adquiere la plaza del Bahman Shiraz de la Liga 2, logrando el ascenso a la Liga Azadegan dos años después.

## Palmarés
- Liga Provincial de Bishehr: 1

2000/01